# دوايت لوديويجيس
دوايت لوديويجيس (Dwight Lodeweges) (26 أكتوبر 1957 في ألبرتا في كندا – )؛ هو لاعب كرة قدم سابق كان يلعب كمدافع.

## وصلات خارجية
- دوايت لوديويجيس على موقع الاتحاد الأوربي (الإنجليزية)
- دوايت لوديويجيس على موقع قاعدة بيانات كرة القدم.إي يو (الإنجليزية)
- دوايت لوديويجيس على موقع Soccerway.com (الإنجليزية)
- دوايت لوديويجيس على موقع عالم كرة القدم.نت (الإنجليزية)

- transfermarkt.com
- J.League Data Site (باليابانية)